# Fox Lake, Wisconsin
Fox Lake là một thành phố thuộc quận Dodge, tiểu bang Wisconsin, Hoa Kỳ. Năm 2000, dân số của thành phố này là 1454 người.